# Ròchafòrt e lo Colombièr
Rochefort-en-Valdaine és un municipi francès situat al departament de la Droma i a la regió d'Alvèrnia-Roine-Alps. L'any 2007 tenia 343 habitants.

## Demografia

### Població
El 2007 la població de fet de Rochefort-en-Valdaine era de 343 persones. Hi havia 120 famílies de les quals 16 eren unipersonals (12 homes vivint sols i 4 dones vivint soles), 36 parelles sense fills, 64 parelles amb fills i 4 famílies monoparentals amb fills.
La població ha evolucionat segons el següent gràfic:
Habitants censats

### Habitatges
El 2007 hi havia 148 habitatges, 118 eren l'habitatge principal de la família, 23 eren segones residències i 7 estaven desocupats. 142 eren cases i 6 eren apartaments. Dels 118 habitatges principals, 102 estaven ocupats pels seus propietaris i 16 estaven llogats i ocupats pels llogaters; 1 tenia una cambra, 1 en tenia dues, 7 en tenien tres, 28 en tenien quatre i 81 en tenien cinc o més. 60 habitatges disposaven pel capbaix d'una plaça de pàrquing. A 32 habitatges hi havia un automòbil i a 85 n'hi havia dos o més.

### Piràmide de població
La piràmide de població per edats i sexe el 2009 era:
| Homes | Edats   | Dones |
| ----- | ------- | ----- |
| 0     | 95 o +  | 0     |
| 0     | 90 a 94 | 0     |
| 0     | 85 a 89 | 0     |
| 0     | 80 a 84 | 0     |
| 8     | 75 a 79 | 8     |
| 0     | 70 a 74 | 8     |
| 4     | 65 a 69 | 4     |
| 8     | 60 a 64 | 4     |
| 4     | 55 a 59 | 8     |
| 12    | 50 a 54 | 4     |
| 24    | 45 a 49 | 4     |
| 12    | 40 a 44 | 20    |
| 8     | 35 a 39 | 20    |
| 12    | 30 a 34 | 8     |
| 0     | 25 a 29 | 4     |
| 4     | 20 a 24 | 0     |
| 24    | 15 a 19 | 20    |
| 16    | 10 a 14 | 24    |
| 16    | 5 a 9   | 16    |
| 8     | 0 a 4   | 0     |

## Economia
El 2007 la població en edat de treballar era de 237 persones, 168 eren actives i 69 eren inactives. De les 168 persones actives 153 estaven ocupades (87 homes i 66 dones) i 15 estaven aturades (8 homes i 7 dones). De les 69 persones inactives 19 estaven jubilades, 28 estaven estudiant i 22 estaven classificades com a «altres inactius».

### Ingressos
El 2009 a Rochefort-en-Valdaine hi havia 123 unitats fiscals que integraven 349 persones, la mediana anual d'ingressos fiscals per persona era de 19.037 €.

### Activitats econòmiques
Dels 12 establiments que hi havia el 2007, 1 era d'una empresa extractiva, 4 d'empreses de construcció, 4 d'empreses d'informació i comunicació i 3 d'empreses de serveis.
Dels 4 establiments de servei als particulars que hi havia el 2009, 3 eren paletes i 1 fusteria.
L'any 2000 a Rochefort-en-Valdaine hi havia 18 explotacions agrícoles que ocupaven un total de 198 hectàrees.

## Equipaments sanitaris i escolars
El 2009 hi havia una escola elemental integrada dins d'un grup escolar amb les comunes properes formant una escola dispersa.

## Poblacions més properes
El següent diagrama mostra les poblacions més properes.